# POSCO

POSCO Tower w Seulu

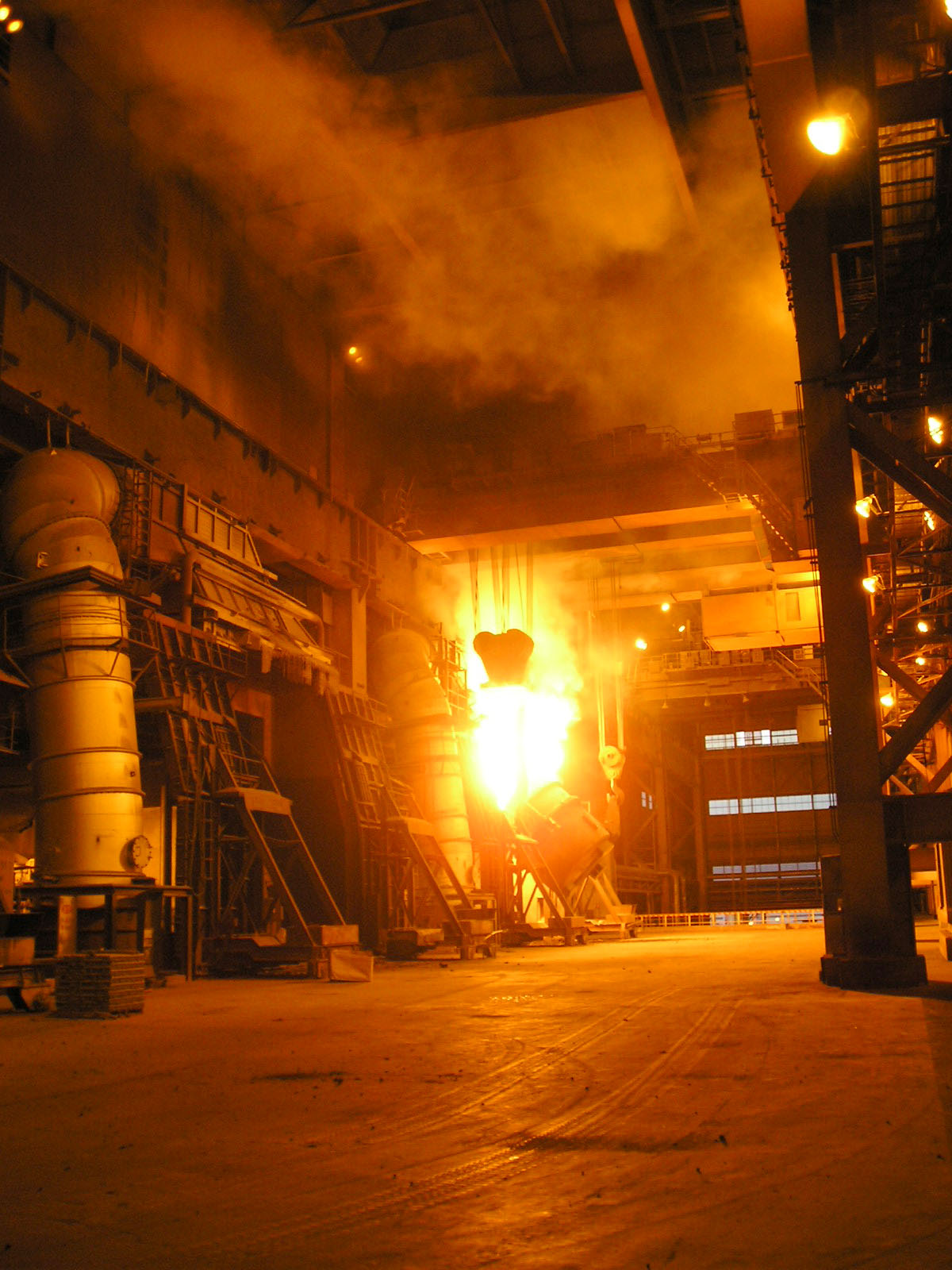
Huta w Gwangyang

POSCO Co., Ltd. (kor. 주식회사 포스코) – spółka z siedzibą w Pohang w Korei Południowej, jeden z największych producentów stali na świecie i jedna z największych spółek w Korei.

## Historia
POSCO (początkowo pod nazwą Pohang Iron and Steel Co., Ltd.) zostało założone 1 kwietnia 1968 r. Rząd koreański powołał spółkę w celu rozwoju produkcji stali w kraju, w którym nie było żadnego takiego zakładu. W grudniu 1968 r. podpisano koreańsko-japońskie porozumienie w sprawie finansowania tego przedsięwzięcia. Budowę zakładu w Pohang rozpoczęto w 1970 r., a pierwszą linię produkcyjną o rocznej wydajności 1,03 mln ton stali uruchomiono w połowie 1973 r. W kolejnych latach, do 1983 r. trwały prace związane z rozbudową zakładu w Pohang i uruchamianiem dalszych linii produkcyjnych (do łącznej rocznej wydajności 9,1 mln ton stali).
W latach 1985–1992 wybudowano nowy zakład produkcyjny w Gwangyang, zwiększając możliwości POSCO do poziomu 20,8 mln ton stali produkowanej rocznie. W tym okresie POSCO uruchomiło własną wyższą szkołę techniczną (Pohang University of Science and Technology – POSTECH) oraz instytut badawczy (Research Institution of Science & Technology – RIST). W 1988 roku także przeprowadzono pierwszą publiczną emisję akcji przedsiębiorstwa.
Od lat 90. rozwój POSCO nabrał dynamiki. Otwarto liczne kolejne zakład produkcyjne (nie tylko w zakresie produkcji stali). W 1994 r. akcje firmy rozpoczęto notować na giełdzie w Nowym Jorku, a w 1995 r. na giełdzie w Londynie. Nowy piec w Gwangyang uruchomiony w 1999 r. zwiększył możliwości produkcji stali POSCO do 28 mln ton rocznie. W 2000 r. zakończył się proces prywatyzacji POSCO, a w 2002 r. zmieniono nazwę na POSCO Co., Ltd. W kolejnej dekadzie POSCO otwarło swoje oddziały w licznych krajach azjatyckich – m.in. Chinach, Japonii, Indiach czy Wietnamie, a także na innych kontynentach i rozwinęło działalność w licznych branżach przemysłowych i usługowych.

## Grupa kapitałowa
Rozwój firmy w kolejnych dziesięcioleciach doprowadził do powstania kierowanej przez tę firmę grupy kapitałowej POSCO. W jej skład wchodzi kilkadziesiąt przedsiębiorstw na całym świecie, o różnych profilach działalności. Poszczególne spółki należące do POSCO zajmują się nie tylko produkcją stali, ale także działalnością budowlaną (m.in. POSCO Engineering & Construction), handlem (m.in. POSCO Daewoo), automatyką i teleinformatyką (m.in. POSCO ICT), produkcją energii (w tym energii odnawialnej, m.in. POSCO ENERGY) czy działają w przemyśle chemicznym (m.in. POSCH CHEMTECH). Spółki-córki POSCO działają w bardzo licznych krajach azjatyckich, Ameryce Północnej i Południowej, Australii, a także Europie i Afryce.

## Wielkość produkcji i dane finansowe
Wielkość aktywów spółki POSCO na koniec 2015 r. wyniosła 51,3 bln wonów, a całej grupy kontrolowanej przez POSCO – 80,4 bln wonów (tj. ok. 70 mld dolarów amerykańskich). Roczny przychód POSCO w 2015 r. przekraczał 15 bln wonów, a całej grupy wynosił 58,2 bln wonów (tj. ok. 50 mld dolarów amerykańskich). W 2014 r. produkcja stali przez POSCO osiągnęła poziom ponad 41,4 mln ton, co dało temu przedsiębiorstwu piąte miejsce na świecie w produkcji stali, biorąc pod uwagę ilość wyprodukowanego materiału. W rankingu największych przedsiębiorstw na świecie pod względem wielkości rocznych przychodów, publikowanym przez czasopismo Fortune w 2015 r. POSCO sklasyfikowano na 162. miejscu, a w rankingu największych notowanych na giełdach spółek na świecie Forbesa za 2015 r. znalazło się na 388. miejscu. Jest uznawana za trzecią co do wielkości firmę południowokoreańską.